# Берёза (Сумская область)
Берёза (укр. Береза) — село, Березовский сельский совет,
Глуховский район, Сумская область, Украина.
Код КОАТУУ — 5921581101. Население по переписи 2022 года составляло 1264 человек.
Является административным центром Березовского сельского совета, в который не входят другие населённые пункты.

## Географическое положение
Село Береза находится на расстоянии в 3 км от правого берега реки Эсмань.
В 4-х км расположен город Глухов.
По селу протекает пересыхающий ручей с запрудами.
Через село проходят автомобильные дороги М-02 (E 101), Т-1915 и Т-2502.
Рядом проходит железная дорога, станция Березка.

## История
- Село известно с первой половины XVII века [4].
- В селе Береза была Успенская церковь. Священнослужители Успенской церкви[5]:
  - 1781 - священник Павел Семёнович Богданович и священник Афанасий Осипович Коменский
  - 1843 - священник Василий Неговоров
  - 1903 - священник Василий Михайловский

## Объекты социальной сферы
- Школа.
- Дом культуры.
- Детсад.

## Достопримечательности
- Братская могила советских воинов.

## Известные люди
- Алексей Владимирович Богданович (р. 1963) — украинский актёр.